# Erebia mancinus
Erebia mancinus är en fjärilsart som beskrevs av Doubleday 1849. Erebia mancinus ingår i släktet Erebia och familjen praktfjärilar. Inga underarter finns listade i Catalogue of Life.